# Rubens Vilar de Carvalho
Rubens Vilar de Carvalho (Maceió, 2 de Julho de 1942) é um político brasileiro. Foi senador por Alagoas de 1988 a 1989 e foi governador do estado de Roraima de abril de 1990 até março de 1991.